# Escudo de Veraguas
Isla Escudo de Veraguas je ostrov v Karibském moři ležící 17 km od pobřeží Panamy, patří k provincii Bocas del Toro. Má rozlohu 4,3 km² a je bez stálého lidského osídlení, nachází se však na něm několik chýší, které příležitostně obývají rybáři z domorodého etnika Ngöbe-Buglé. Ostrov objevil v roce 1502 Kryštof Kolumbus, krátce před smrtí ho navštívil Francis Drake.
Ostrov vznikl při vzestupu mořské hladiny na konci poslední doby ledové a díky své izolovanosti je přírodovědným unikátem. Je lemován korálovým útesem, při pobřeží roste kořenovník obecný, vnitrozemí vyplňuje deštný prales a močály. Severní břeh ostrova lemují písečné pláže, na jihu se z moře vypínají příkré útesy porostlé bujnou vegetací, v nichž příliv vyhlodal četné jeskyně. Ostrov je jediným místem na světě, kde žije kriticky ohrožený obyvatel mangrovů lenochod trpasličí. Zdejší faunu tvoří také netopýr Dermanura incomitata, vampýr dlouhojazyčný, vačice Derbyho, koro zemní, kolibřík rezavoocasý, pralesnička drobná a endemický mločík ostrovní.